# Tetrix sinufemoralis
Tetrix sinufemoralis är en insektsart som beskrevs av Liang 1998. Tetrix sinufemoralis ingår i släktet Tetrix och familjen torngräshoppor. Inga underarter finns listade i Catalogue of Life.